# 도에이 애니메이션
도에이 애니메이션 주식회사 또는 토에이 애니메이션 주식회사(영어: Toei Animation Co., Ltd., 일본어: 東映アニメーション株式会社 도에이아니메숀카부시키가이샤[*])는 일본의 애니메이션 제작 기업이다. 모기업인 도에이의 자회사이다.

## 개요
설립 당시 상호는 일본 동화 주식회사(日本動画株式会社)이었으나 1952년에 일동영화주식회사로 상호가 변경되었으며, 이를 토에이의 사장이었던 오오카와 히로시가 사원체로 흡수(1956년 7월)하여 만든 것이 토에이 동화 주식회사이다. 오오카와 사장은 디즈니 사가 일본에서 애니메이션으로 성공한 것을 보고, 장편 애니메이션 제작을 위해 토에이 동화를 설립하였다.
토에이 동화는 1958년에 일본 최초의 컬러 장편 애니메이션인 '백사전'을 공개하면서, TV가 보급되기 이전인 1960년대 후반까지 장편 애니메이션 시장의 선두를 이끌었다. 이후 TV의 보급과 더불어 1970년대 초반 이후부터는 시장을 TV 시리즈 애니메이션 쪽으로 돌려, 저연령층 어린이들을 위한 애니메이션들을 전략적으로 제작해 오며 꾸준한 인기를 얻어왔다. 1998년에는 토에이 애니메이션으로 사명을 변경하여 현재까지 이 사명을 사용하고 있다.
특징적인 점은 토에이 애니메이션에서는 장편 극장용 애니메이션을 '장편', 일반 TV 시리즈물을 '단편'으로 분류한다는 것이다. 그렇기에 한 화를 하나의 독립된 이야기로 보는 구조가 많으며, 제작을 맡아 진행하는 감독 역시 '전체 시리즈의 감독'이라기보다는 각 화(단편)의 감독으로 분류한다. 이 점은 스탭롤을 보면 잘 알 수 있는데, 대부분의 제작사가 '감독'이라는 표기를 사용하는 데 비해, 토에이 애니메이션의 작품은 일반적으로 '시리즈 디렉터'라는 표기를 사용하는 등 다른 회사와의 차별화를 꾀하였다.
이전에는 아오니 프로덕션의 성우를 독점적으로 많이 기용했던 적이 있어 엔딩의 크레디트에 「협찬：아오니 프로」라는 표기를 했지만, 요즘에는 토에이 아카데미가 캐스팅 협력을 실시하여 아오니 프로덕션의 성우를 독점적으로 기용하지 않고 있다.

## 1960년대
- 마법사 샐리 (1966년)
- 게게게의 키타로 1기 (1968년)
- 사이보그 009 (1968년)
- 타이거 마스크 (1969년)
- 비밀의 아코짱 1기 (1969년)

## 1970년대
- 마법의 마코짱 (1970년)
- 원시소년 류 (1971년)
- 게게게의 키타로 2기 (1971년)
- 데빌맨 (1972년)
- 마법소녀 채피 (1972년)
- 마징가Z 시리즈
- 마징가Z (1972년)
- 그레이트 마징가 (1974년)
- UFO로봇 그랜다이저 (1975년)
- 도로롱 엔마군 (1973년)
- 미라클 소녀 리미트 (1973년)
- 미크로이드 S (1973년)
- 바벨 2세 (1973년)
- 큐티하니 (1973년)
- 마법소녀 메구쨩 (1974년)
- 카리메로 (1974년)
- 겟타로보 시리즈
- 겟타로보 (1974년)
- 겟타로보 G (1975년)
- 잇큐씨(1975년)
- 소년 도쿠가와 이에야스 (1975년)
- 강철 지그 (1975년)
- 가이킹 (1976년)
- 마그네로보 가킨 (1976년)
- 머신 하야부사 (1976년)
- 캔디 캔디 (1976년)
- 낭만 로봇 시리즈
- 초전자로보 콤바트라 V (1976년)
- 초전자머신 볼테스 V (파이브) (1977년)
- 투장 다이모스 (1978년)
- 혹성 로보트 당가드 A (1977년)
- 바라타크 (1977년)
- 빙하전사 가이스라가 (1977년)
- 제타 마르스(1977년)
- 마법소녀 티클(1978년)
- 스타징가 (1978년)
- 우주마신 다이켄고 (1978년)
- 은하철도999 (1978년)
- 캡틴 퓨처 (1978년)
- 하록 선장 (1978년)
- 사이보그 009 1979년판 (1979년)
- 꽃의 아이 룬룬 (1979년)
- 미래로봇 달타니어스 (1979년)
- 원탁의 기사 이야기 타올라라 아서 (1979년)

## 1980년대
- 마법소녀 라라벨 (1980년)
- 원탁의 기사 이야기 백마의 기사 (1980년)
- 우주대제 갓시그마 (1980년)
- 백수왕 고라이온(미래용사 볼트론) (1981년)
- 힘내 건강(1981년)
- 신죽취물어 1000년여왕 (1981년)
- 타이거 마스크 2세 (1981년)
- 헬로우! 샌디벨 (1981년)
- 닥터 슬럼프 시리즈
- Dr. 슬럼프 아라레쨩 (1981년)
- 기갑함대 다이라가XV (1982년)
- 아사리짱 (1982년)
- 파타리로 (1982년)
- 광속전신 알베가스(알베가스) (1983년)
- 근육맨 (1983년)
- 사랑해 나이트 (1983년)
- 스톱!히바리군 (1983년)
- 고깔 모자의 메모루 (1984년)
- 몽전사 윙맨 (1984년)
- 비디오전사 레자리온 (1984년)
- 북두의 권 시리즈
- 세기말 구세주 전설 북두의 권 (1984년)
- 세기말 구세주 전설 북두의 권2 (1987년)
- 게게게의 키타로 3기 (1985년)
- 콤프라 키드(1985년)
- 하이스탭 준(1985년)
- 드래곤볼 시리즈
- 드래곤볼 (1986년)
- 드래곤볼 Z (1989년)
- 명견 흐르는별 실버 (1986년)
- 세인트 세이야 시리즈
- 세인트 세이야 (1986년)
- 홈런왕 강속구 (1986년)
- 가면의 닌자 아카카게 (1987년)
- 트랜스포머 시리즈
- 트랜스포머 G1 (1984~1986년,하청제작)
- 트랜스포머 더 헤드마스터즈 (1987년)
- 트랜스포머 초신 마스터포스 (1988년)
- 트랜스포머 빅토리 (1989년)
- 빅쿠리맨 시리즈
- 빅쿠리맨 (1987년)
- 신 빅쿠리맨 (1989년)
- 레이디 레이디!! (1987년)
- 돌격!!남자훈련소 (1988년)
- 비밀의 아코짱 2기 (1988년)
- 싸워라!!라면맨 (1988년)
- 헬로~! 레이디 린 (1988년)
- 악마군(1989년)
- 수박군(1989년)
- 마법사 샐리 1989년판 (1989년)

## 1990년대
- 불타라 아타로(제2기)(1990년)
- 매지컬☆타루루토군 (1990년)
- 근육맨 근육성 왕위쟁탈편 (1991년)
- 금붕어 주의보 (1991년)
- 겟타로보 시리즈
- 겟타로보 고(1991년)
- DRAGON QUEST -타이의 대모험- (1991년)
- 빅쿠리맨 시리즈
- 수퍼 빅쿠리맨 (1992년)
- 유유백서(1992년)
- 미소녀전사 세일러문 시리즈
- 미소녀전사 세일러문 (1992년)
- 미소녀전사 세일러문 R (1993년)
- 미소녀전사 세일러문 S (1994년)
- 미소녀전사 세일러문 SuperS (1995년)
- 미소녀전사 세일러문 세일러 스타즈 (1996년)
- GS미카미 (1993년)
- 슬램덩크 (1993년)
- 푸른 전설의 슛 (1993년)
- 마멀레이드 보이 (1994년)
- 진권전설 타이트 로드 (1994년)
- 공상과학세계 걸리버 보이 (1995년)
- 애니메 세계 명작동화 (1995년)
- 내 남자친구 이야기 (1995년)
- 꽃보다 남자 (1996년)
- 게게게의 키타로 4기 (1996년)
- 드래곤볼 GT(1996년)
- 지옥선생 누베 (1996년)
- 김전일 소년의 사건부 (1997년)
- 닥터 슬럼프 시리즈
- 닥터 슬럼프 (1997년)
- 큐티하니F (1997년)
- 꿈의 크레용 왕국 (1997년)
- 비밀의 아코짱 3기 (1998년)
- 신비한 마법 판판 파마시 (1998년)
- 지켜줘! 수호월천 (1998년)
- 유희왕 1998년판 (1998년)
- 오자마녀 도레미 시리즈
- 오자마녀 도레미 (1999년)
- 디지몬 시리즈
- 디지몬 어드벤처 (1999년)
- 신풍괴도 잔느 (1999년)
- ONE PIECE (1999년)

## 2000년대
- 오자마녀 도레미 시리즈
- 오자마녀 도레미# (2000년)
- 좀더 오자마녀 도레미(2001년)
- 오자마녀 도레미 돗쾅! (2002년)
- 디지몬 시리즈
- 디지몬 어드벤처 02 (2000년)
- 디지몬 테이머즈 (2001년)
- 디지몬 프론티어 (2002년)
- 디지몬 세이버즈 (2006년)
- 승부사 전설 테츠야 (2000년)
- 빅쿠리맨 2000 (2000년)
- 마슈란포 (2000년)
- 노노짱 (2001년)
- 삐뽀삐뽀 페트로군(2001년)
- 근육맨 2세 (2002년)
- 카논 2002년판 (2002년)
- 내일의 나쟈 (2003년)
- 금색의 갓슈벨!! (2003년)
- 에어 마스터 (2003년)
- 무적코털 보보보 (2003년)
- 링에 걸어라 시리즈
- 링에 걸어라 (2004년)
- 링에 걸어라 일미결전편 (2006년)
- 모험왕 비트 시리즈
- 모험왕 비트 (2004년)
- 모험왕 비트 엑세리온 (2005년)
- 프리큐어 시리즈
- 두 사람은 프리큐어 (2004년)
- 두 사람은 프리큐어 Max Heart (2005년)
- 두 사람은 프리큐어 Splash Star (2006년)
- Yes! 프리큐어5 (2007년)
- Yes! 프리큐어5 GoGo! (2008년)
- 프레시 프리큐어! (2009년)
- 가이킹 - 대공마룡의 전설 (2005년)
- 제노사가 THE ANIMATION (2005년)
- 가난자매 이야기 (2006년)
- 괴 ~아야카시~ (2006년)
- 나왔어요! 파워퍼프 걸 Z (2006년)
- 신족가족 (2006년)
- 에어 기어 (2006년)
- 은색의 오린시스 (2006년)
- 축!(해피☆럭키) 빅쿠리맨(2006년)
- 게게게의 키타로 5기 (2007년)
- 러브 콤플렉스 (2007년)
- 모노노케 (애니메이션) (2007년)
- 태극천자문 (2007년) (한국, 일본 공동작품)
- 네기파스의 아사타로 (2008년)
- 묘지의 키타로 (2008년)
- 우리집 3자매 (2008년)
- 괴담 레스토랑 (2009년)
- 마리와 갈리 (2009년)
- 공중그네 (2009년)

## 2010년대
- 디지몬 시리즈
- 디지몬 크로스 워즈 (2010년)
- 프리큐어 시리즈
- 하트캐치 프리큐어! (2010년)
- 스위트 프리큐어♪ (2011년)
- 스마일 프리큐어! (2012년)
- 두근두근! 프리큐어 (2013년)
- 해피니스 차지 프리큐어! (2014년)
- Go! 프린세스 프리큐어 (2015년)
- 마법사 프리큐어! (2016년)
- 키라키라☆프리큐어 아라모드 (2017년)
- 허긋토! 프리큐어 (2018년)
- 폭조바헌터 (2018년)
- 스타☆트윙클 프리큐어 (2019년)
- 마리와 갈리 Ver2.0 (2010년)
- 링에 걸어라 시리즈
- 링에 걸어라 섀도우편 (2010년)
- 링에 걸어라 세계대회편 (2011년)
- 토리코 (2011년)
- 세인트 세이야 Ω (오메가(omega)) (2012년)
- 교소기가 (2013년)
- 난동꾼 역사 마츠타로 (2014년)
- 로봇 걸즈 Z (2014년)
- 마진 본 (2014년)
- 디스크 워즈: 어벤져스 (2014년)
- 소년탐정 김전일 R (2014년)
- 드래곤볼 카이 (2014년)
- 월드 트리거 (2014년)
- 드래곤볼 Super (2015년)
- 미라큘러스: 레이디버그와 블랙캣 (2015년)(프랑스, 일본, 대한민국 공동작품)
- 엉덩이 탐정 (2019년)

## 2020년대
- 프리큐어 시리즈
- 힐링굿♡ 프리큐어 (2020년)
- 트로피컬 루즈! 프리큐어 (2021년)
- 딜리셔스 파티♡프리큐어 (2022년)
- 펼쳐지는 스카이! 프리큐어 (2023~2024년)
- 원더풀 프리큐어! (2024년)
- 걸즈 밴드 크라이 (2024년)
- 너와 아이돌 프리큐어♪ (2025년)

### Web 애니메이션
- 교소기가 (2011년)
- 미소녀전사 세일러문 Crystal (2014년)
- 세인트 세이야 -soul of gold- (2015년)
- 로봇 걸즈 Z+ (2015년)
- 꽃선자의 마법향기론 (2025년) (중국, 일본 공동작품)

### 극장판
- 아라비안 나이트 신밧드의 모험 (1962)
- 걸리버의 우주여행 (1965)
- 태양의 왕자 호루스의 대모험 (1968)
- 은하철도 999 (1979)
- 지구로 (1980)
- 여름으로의 문 (1981)
- 은하철도 999 - 안녕 은하철도 999 (1981)
- 내 청춘의 아르카디아 (1982)
- 카무이의 검 (1985)
- 세기말구세주전설 북두의 권 (1986)
- 만화 삼국지 (1992)
- 세일러 문 R (1993)
- 캠퍼스 블루스 (1993)
- 고스트 스위퍼 미카미 - 극락대작전 (1994)
- 세일러 문 S (1994)
- 유유백서 - 명계사투편 (1994)
- 세일러 문 SS (1995)
- 김전일 소년의 사건부 첫 번째 극장판 (1996)
- 은하철도 999: 이터널 판타지 (1998)
- 김전일 소년의 사건부 두 번째 극장판 (1999)
- 원피스 극장판 시리즈 (2002)
- 극장판 에어 (2005)
- 극장판 클라나드 (2007)
- 애플시드 사가 엑스마키나 (2007)

### OVA
- 바람과 나무의 시 (1987)
- 크라잉 프리맨 (1988)
- 미드나잇 아이 고쿠우 (1989)
- 3x3 아이즈 (1991)
- 큐티하니 (1994)
- 학교유령 1 (1995)
- 엔젤 전설 (1996)
- 학교유령 2 (1996)
- 학교유령 3 (1996)
- 학교유령 4 (1997)
- 학교유령 5 (1997)
- 학교유령 6 (1997)
- 전심 지켜줘 수호월천! (2000)
- 진 겟타로보 ~세계 최후의 날~ (1999)
- 진 겟타로보 VS 네오겟타로보 (2000)
- 세인트 세이야 명왕 하데스 12궁편 (2003)
- 신 북두의 권 (2003)
- Re: 큐티하니 (2004)
- 꼬마 마법사 레미 비밀 (2004)
- 인터루드 (2004)
- 세인트 세이야 명왕 하데스 명계편 (2005)
- 이리야의 하늘, UFO의 여름 (2005)
- 세인트 세이야 명왕 하데스 에리시온편 (2008)

### TV 영화
- 안드로메다 스토리즈 (1982)
- 디지몬 제볼루션 (2005)